# Seminar für Orientalische Sprachen
Das Seminar für Orientalische Sprachen (SOS) wurde 1887 an der Friedrich-Wilhelms-Universität in Berlin gegründet. Verbunden war damit der besondere Status einer vom Deutschen Reich und Preußen gemeinsam verwalteten Hochschule.

## Motivation der Gründung
In der Ära des Imperialismus wurde im Kaiserreich der Mangel an Fachwissen und Sprachkenntnissen hinsichtlich des Orients immer stärker empfunden. Auch enge politische und militärische Beziehungen zum Osmanischen Reich, die sich in den Deutschen Militärmissionen (und später in den Planungen für die Bagdadbahn) ausdrückten, änderten daran nichts.
Es war Reichskanzler Otto von Bismarck selbst, der einen politischen Anstoß zur Einrichtung des SOS gab, verärgert darüber, dass ihm beim Berliner Kongress kein Dolmetscher für das Türkische zur Verfügung stand. Eine Rolle spielte weiterhin der Eintritt Deutschlands in die Reihe der Kolonialmächte seit Mitte der 1880er Jahre.
Die Institution besaß ursprünglich die Aufgabe,

„den theoretischen Unterricht in den lebenden orientalischen Sprachen mit praktischer Übung zu verbinden und dadurch künftigen Aspiranten für den Dolmetscherdienst sowie Angehörigen sonstiger Berufsstände … neben der theoretischen Erlernung besonders die praktische Anwendung dieser Sprachen zu ermöglichen.“

Die Zielgruppe war recht weit gefasst, wie Dr. Gustav von Goßler, der preußische Minister für „geistliche, Unterrichts- und Medizinalangelegenheiten“, in einer Ansprache bei der Eröffnungsfeier hervorhob:

„Seine Pforten öffnet das Seminar Allen, welche der hier vertretenen Sprachen für den Verkehr mit den Eingeborenen bedürfen, – dem Dragoman, welcher seiner juristischen und neusprachlichen Vorbildung noch die Kenntniß orientalischer Idiome zufügen will, – nicht minder dem Missionar, dem Museumsbeamten, dem Forschungsreisenden, dem Kaufmann, dem Techniker.“

Wesentlich ging es vor allem darum, Kolonialbeamte, Offiziere der Schutztruppe und Handelsreisende auf ihren Einsatz in den Kolonien und in Übersee vorzubereiten. Als ein Vorbild diente die seit dem Jahr 1754 bestehende k.k. Akademie für Orientalische Sprachen in Wien, die sich speziell für die Dolmetscherausbildung bewährt hatte.

## Sprachunterricht und Kolonialwissenschaften
Das Seminar für Orientalische Sprachen befand sich anfangs im Gebäude der Alten Börse (Lustgarten 6). Seit dem Jahr 1904 wurde es dann in die unmittelbare Nähe der Universität verlegt (Dorotheenstraße 7). Die Institution, die aus Mitteln des Auswärtigen Amtes und des Reichskolonialamtes finanziert wurde, entsprach in heutiger Terminologie einem „An-Institut“. Der Direktor des SOS war zugleich Ordinarius für Orientalistik der Berliner Universität. Seit 1921 war dies Diedrich Westermann.
Über die „orientalischen Sprachen“ hinaus (Arabisch, Chinesisch, Hindustani, Japanisch, Persisch und Türkisch) wurden auch afrikanische Sprachen wie Swahili, Haussa usw. unterrichtet. Neben einem deutschen Gelehrten unterrichtete zumeist noch ein Lektor in seiner Muttersprache. Lehrgegenstände waren außerdem Kolonialwissenschaft sowie „Realien“, d. h. praktische Kenntnisse wie Tropenhygiene, Kolonialrecht, wirtschaftliche Verhältnisse, Geographie und Geschichte der betreffenden Kolonien.
Nach dem Ersten Weltkrieg und dem Verlust der deutschen Kolonien infolge des Versailler Friedensvertrages erlebte das Seminar für Orientalische Sprachen zunächst einen Rückschlag, doch lebte die koloniale Debatte während der Weimarer Republik wieder auf. Durch die Behandlung landeskundlicher Fragestellungen mit politisch-wirtschaftlichem Bezug und die Herausgabe wissenschaftlicher Publikationen hatte sich das SOS unterdessen als Zentrum der deutschen Orient- und Afrikaforschung etabliert und wurde in die Friedrich-Wilhelms-Universität integriert.

## Drittes Reich und Eingliederung in die Berliner Universität
Die Nähe zur Politik sollte sich dann für die Institution unter veränderten kolonialpolitischen Vorzeichen negativ auswirken. Nach der Machtergreifung der Nationalsozialisten wurde die Einrichtung politisch gleichgeschaltet. Jüdische Mitarbeiter wurden entlassen, so der Direktor Eugen Mittwoch. Zudem verlor die Institution innerhalb weniger Jahre auch ihre organisatorische Eigenständigkeit.
Das SOS wurde 1936 in „Auslandshochschule“ umbenannt und fünf Jahre später mit der Deutschen Hochschule für Politik zur „Auslandswissenschaftlichen Fakultät“ der Universität Berlin fusioniert. Für die Studenten wurde jetzt ein Fach namens Deutschtumskunde zum Pflichtfach. Die Leitung als Dekan hatte der führende NS-Auslandswissenschaftler Franz Alfred Six. Nach der Niederlage in Stalingrad und dem Rückzug der deutschen Truppen aus Afrika im Jahr 1943 wurden die kolonialwissenschaftlichen Forschungen weitgehend eingestellt.
Das historische Berliner SOS strahlte in viele Fächer aus und ist u. a. als Vorläufer des Instituts für Sprache und Kultur Japans der Humboldt-Universität zu Berlin anzusehen. Rudolf Lange lehrte hier bis 1920 Japanische Sprache. 1887 bis 1890 war der japanische Philosoph Inoue Tetsujirô als Lektor tätig. Zu den Alumni gehörten namhafte Japanologen wie Karl Florenz, Serge Elisseeff und Pater Heinrich Dumoulin.

## Neugründung nach dem Zweiten Weltkrieg in Bonn
In der Nachkriegszeit bildeten sich in Ost und West spezialisierte Lehr- und Forschungseinrichtungen heraus, die zahlreiche Funktionen des alten SOS übernahmen. Das Bedürfnis an einer gezielten Sprachausbildung war jedoch geblieben. So wurde das Seminar für Orientalische Sprachen im Jahr 1959 an der Universität Bonn direkt gegenüber dem Auswärtigen Amt neu gegründet. Aufgrund des veränderten Umfeldes reichte es aber an Bedeutung und Außenwirkung seines Berliner Vorgängers nicht heran.
Mit Unterstützung des Auswärtigen Amtes fand am Bonner SOS die Sprachausbildung für Studenten der orientalischen Fächer und externe Hörer statt, darunter Angehörige des diplomatischen Dienstes, die ein „Einsprachen-Diplom“ erwerben konnten. Direktoren waren u. a. Herbert Zachert, Josef Kreiner und Kay Genenz.
Zwischen 1981 und 2004 bestand der wissenschaftliche Diplom-Studiengang „Übersetzen – Sprachen des Nahen, Mittleren und Fernen Ostens“ (2003: 984 Studenten in den Sprachen Arabisch, Chinesisch, Indonesisch, Japanisch, Koreanisch, Persisch, Türkisch und Vietnamesisch). Das SOS wurde schließlich im Jahr 2006 als „Abteilung für Orientalische und Asiatische Sprachen“ (AOAS) in das Institut für Orient- und Asienwissenschaften der Universität Bonn integriert. Der Übersetzer-Studiengang wurde dort aufbauend auf dem Bachelor-Studiengang Asienwissenschaften als Master-Studiengang fortgesetzt. Die studentische Nachfrage in den Sprachen Arabisch, Chinesisch und insbesondere Japanisch stieg dabei weiter an. Ende 2012 wurde vorgeblich aufgrund von Sparmaßnahmen und der Priorität von Forschungsexzellenz auch diese Abteilung 2012 aufgelöst und die Sprachausbildung mit den Masterstudiengängen in die jeweiligen Einzelphilologien eingegliedert.